# فرنسيس بي. كاتينغ
فرنسيس بي. كاتينغ هو محامي وسياسي أمريكي، ولد في 6 أغسطس 1804 في نيويورك في الولايات المتحدة، وتوفي بنفس المكان في 26 يونيو 1870. نشط حزبياً في الحزب الديمقراطي. وقد انتخب عضو جمعية ولاية نيويورك ‏ وانتخب عضو مجلس النواب الأمريكي ‏.